# Viaduto do Chá

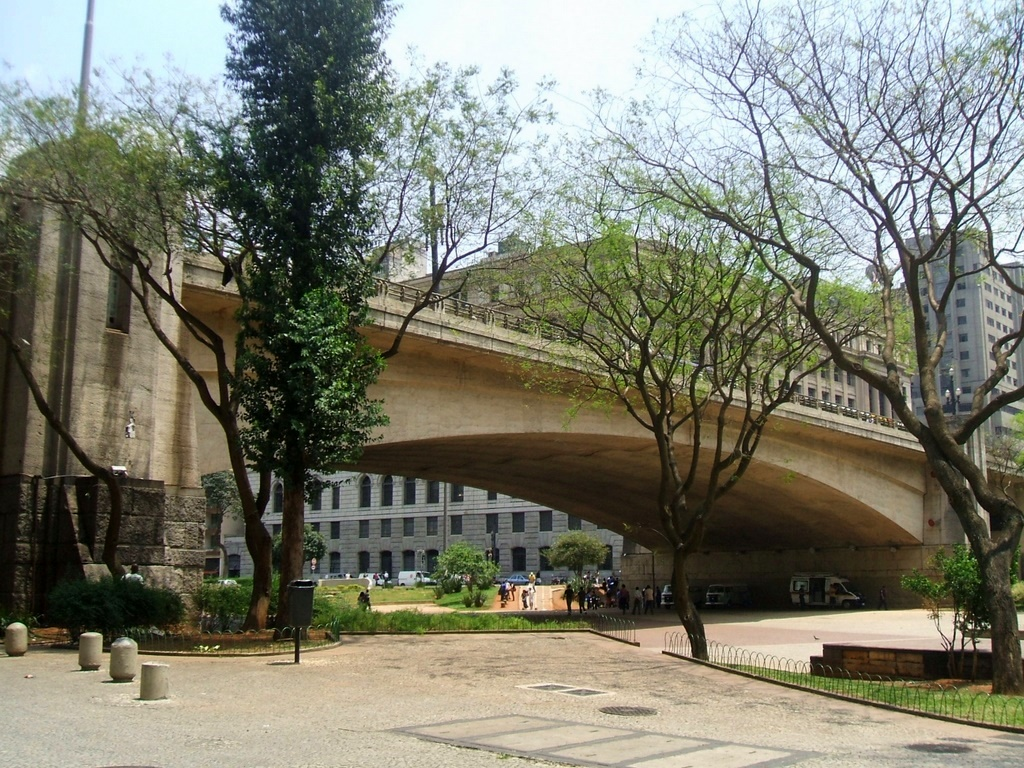
Le Viaduto do Chá vu du Vale do Anhangabaú.

Le Viaduto do Chá (littéralement, le «viaduc du Thé») est le plus ancien viaduc du centre-ville de São Paulo (Brésil). 

## Situation et accès
Le Viaduto do Chá traverse une ancienne vallée, le Vale do Anhangabaú, et relie le quartier de Sé à celui de República, les deux quartiers les plus anciens de São Paulo. L'ouvrage d'art, long d'environ 250 m sur une vingtaine de mètres de largeur, comprend une chaussée à double sens et de larges trottoirs.

## Origine du nom
Le viaduc traverse le Vale do Anhangabaú, qui était occupée par des plantations de thé (chá en portugais).

## Historique
Jusqu'à la deuxième moitié du XIXe siècle, la vallée de l'Anhangabaú constituait la limite Ouest de la ville de São Paulo. Au-delà s'étendaient des plantations de thé (chá en portugais), une plante introduite au début du siècle. La rivière était traversée par un vieux pont en pierres, construit par les Portugais, mais les pentes abruptes de la vallée ne facilitaient pas le passage d'une rive à l'autre.

### Premier viaduc
En 1877, il fut décidé de remplacer le vieux pont par un viaduc, selon les plans de l'architecte français Jules Martin. Les travaux commencèrent en 1888, mais ils furent interrompus rapidement en raison de l'opposition d'un riverain, le baron de Tatuí, propriétaire de plantations de thé, dont la résidence devait être démolie. La population, favorable au projet, s'attaqua à la maison du baron et les travaux purent reprendre en 1889. Le 6 novembre, le premier viaduto do Chá fut inauguré. Sa structure métallique provenait d'Allemagne.
Le viaduc comportait deux portails à ses extrémités et le passage était payant. 

### Deuxième viaduc
Le développement de la ville rendit nécessaire l'agrandissement du viaduto do Chá en 1938. Il fut reconstruit en béton armé, élargi et le pilier central du premier viaduc fut supprimé afin de permettre le passage d'une avenue dans le Vale do Anhangabaú.

### Suicides
Le Viaduto do Chá est le théâtre de nombreux suicides.